# Ormes Bay
Ormes Bay, även Llandudno Bay, är en vik i Storbritannien.   Den ligger i riksdelen Wales, i den södra delen av landet, 300 km nordväst om huvudstaden London.